# I-185 (航空機)
I-185 / И-185
I-185 (M-71)
- 用途：戦闘機
- 設計者：ニコライ・ポリカルポフ
- 製造者：ポリカルポフ設計局
- 運用者： ソビエト連邦
- 初飛行：1941年1月11日
- 生産数：5機（試作のみ）
- 運用状況：退役

ポリカルポフ I-185 （ロシア語：Поликарпов И-185、ラテン文字表記の例：Polikarpov I-185）は1941年にソ連で試作された戦闘機である。単座単発の低翼単葉機で、胴体は半モノコック構造の合板製、主翼はジュラルミン製だった。エンジンは空冷星型14気筒のシュベツォフ M-82 と空冷星型18気筒のシュベツォフ M-71 の二通りがあり、プロペラは直径3.2mの三翅のものを使用していた。飛行試験では優れた結果を残したが、エンジンの問題や政治的理由などにより量産されることはなかった。

## 開発
1939年、ソビエト空軍は、国外の新型機に対抗可能な近代的な単葉戦闘機を必要としていた。I-15 や I-16 といった主力戦闘機の設計を手掛け、「戦闘機の王様」と呼ばれたニコライ・ポリカルポフは当時最も有力な設計者だったが、彼を取り巻く環境は決して楽な物ではなかった。彼の設計局は縮小移転され、彼が手を付けた I-200 戦闘機（後のMiG-1）の開発はミコヤン・グレビッチ設計局に移管されてしまった。I-16 戦闘機の改良型として製作された I-180 は多くの問題を抱え、ポリカルポフ自身も、1938年の試験飛行中の墜落事故でテストパイロットとして搭乗していたソ連邦英雄のヴァレリー・チカロフを死亡させたため、当時のソ連の主導者スターリンから信頼されなくなっていた。しかしこのような逆境にあっても、彼は航空機の設計作業を止めることはなかった。
ポリカルポフは1939年にドイツに航空産業の見学に訪れ、フォッケウルフ Fw 190 のような国外の新鋭機に対抗するためには、当時開発中だった大出力の複列星型エンジンを戦闘機に搭載することが必要不可欠だとの確信を得た。彼は1940年のはじめ、I-180 をベースに、1750馬力のトゥマンスキー M-90 エンジンを搭載する I-185 を設計した。最初の原型機は1940年5月25日に完成したが、その時点で入手可能だった唯一の M-90 は飛行試験には使える物ではなかった。そこでより大型で2000馬力を発揮するシュベツォフ M-71 エンジンを搭載するように設計が変更されたが、このエンジンも間に合わず、結局1600馬力のシュベツォフ M-81 を搭載するように再度の改設計が必要になった。ポリカルポフ設計局へ届いた M-81 は欠陥品で開発はさらに遅れ、1941年1月11日に、ようやく試作機 I-185 (M-81) が初飛行に漕ぎ着けた。ところが飛行試験でエンジンの異常振動が発生し、I-185 (M-81) の開発は早々に放棄されることになった。試作機はエンジンを M-71 に戻して I-185 (M-71) に作り変えられ、1941年5月29日に再飛行した。別に作られたもう1機の試作機は4月8日に飛行した。1941年夏には1700馬力のシュベツォフ M-82 エンジン（後にASh-82と改名）を搭載し、20mm機関砲3門を装備する I-185 (M-82) が2機製造された。
1941年10月、ドイツ軍の侵攻から逃れるため、I-185 はポリカルポフの第51工場からノボシビルスクに疎開した。1942年3月の政府によるトライアルでは、I-185 は極めて優れた結果を示した。I-185 (M-71) の最高速度は630km/h、I-185 (M-82A) の最高速度は615km/hに達し、操縦も容易であった。結論は、I-185 (M-71) は当時の他のあらゆるソ連の戦闘機より優れており、I-185 (M-82A) も (M-71) 程でないにしても、それに次ぐ性能を持っているというものだった。1942年6月には実際の量産を想定して組み立てられた5号機（M-71搭載）が完成したが、これは最高速度が667km/hに達した。
1942年、I-185 の試作機を戦場でテストすることが決定され、I-185 (M-71) と I-185 (M-82) 2機ずつが、1942年12月9日から1943年1月13日の間カリーニン戦線に展開する第3航空軍の第728親衛戦闘機連隊で運用された。試作機を失わないよう空戦行動や敵占領地区上空の飛行は禁じられた。パイロットは I-185 を絶賛した。特にその速度性能（Yak-7B や La-5 よりも早く、当時のソ連の戦闘機の中では最高だった）や、大出力のエンジンが生み出す垂直方向の機動性、強力な武装、操縦の容易さは際立っていた。I-185 の飛行特性は I-16 のそれに似通っており、機種転換が簡単という点も重要だった。実地テストの結果、I-185 に小改良を加えて量産するよう勧告された。
時を同じくして、政府によるさらなる試験が進められていた。I-185 (M-71) の最高速度は、一部の試験飛行では、700km/h を超えることもあったと報告されている。結果は非常に満足のいくもので、テストパイロットがスターリンに対して I-185 の優秀さを説明し、可能な限り早い段階での量産開始を求める手紙を書くほどであった。1943年2月にはモスクワの第81工場で I-185 の大量生産の準備が始まった。しかし同年4月5日、I-185 (M-71) の試作機がエンジントラブルのために墜落事故を起こし、同じ月に生産準備作業は一転して中止された。公式な理由は、新型機を導入することで一時的に戦闘機全体の生産性が低下する恐れがあるというもので、M-82 エンジンは既に La-5 戦闘機に使用されており、M-71 エンジンは、一応使用可能なレベルではあるが、まだ故障がちという問題もあった。しかし、他の設計局からの圧力や、スターリンがヤコブレフやラボーチキンを好んだことなど、政治的理由も多分に影響したものと思われている。
ポリカルポフはこれにもめげず、I-185 を改良する作業に取り掛かった。I-187 は 出力が2200hpに向上した M-71F エンジンを搭載し、後方視界に優れる水滴型風防を採用していた。武装は20mm機関砲4門に強化され、最高速度は710km/hを見込んでいた。他には2080馬力の改良型ツマンスキー M-90 エンジンを搭載する I-188 や、最高速度591km/hの I-195 複葉戦闘機、複座練習機型の DIT-185 が提案されていた。しかし、1944年7月30日、ポリカルポフは食道癌のため52歳でこの世を去り、I-185 の開発は終わりを告げた。ポリカルポフ設計局直属の第51工場は、スホーイ設計局の拠点となった。

## 型式
- I-185 (M-81)： 出力1600馬力の シュベツォフ M-81 エンジンを搭載する試作機。1機だけ製作され、1941年1月11日に初飛行した。エンジンの振動問題が解決できなかったため、後に I-185 (M-71) に改造された。
- I-185 (M-71)： 出力2000馬力の シュベツォフ M-71 エンジンを搭載する試作機。1機が I-185 (M-81) から改造され、2機が新造された。初飛行は1941年4月8日。機体によって異なるが、630km/h～700km/hの最高速度を発揮した。1943年4月に墜落事故によって1機が失われている。
- I-185 (M-82)： 出力1700馬力の シュベツォフ M-82 エンジンを搭載する試作機。2機が製造され、最高速度は615km/hだった。
- I-187： 出力2200馬力のシュベツォフ M-71F エンジンを搭載する計画機。水滴型風防を使用し、武装は20mm ShVAK 機関砲4門、最高速度710km/hを予定していた。
- I-188： 出力2080馬力の改良型ツマンスキー M-90 エンジンを搭載する計画機。
- I-195： I-185 をベースに設計された複葉機。複葉機最速の 591km/h を目指したが計画のみ。
- DIT-185： I-185 の複座練習機型。計画のみ。

## 諸元（I-185 (M-71)）
諸元
- 乗員: 1名
- 全長: 7.77 m （25 ft 6 in）
- 全高: 2.50 m （8 ft 2 in）
- 翼幅: 9.80 m（32 ft 2 in）
- 翼面積: 15.53 m2 （167.1 ft2）
- 空虚重量: 2654 kg （5840 lb）
- 運用時重量: 3500 kg （7700 lb）
- 動力: シュベツォフ M-71 レシプロ空冷星型複列18気筒、1492 kW （2000 hp）   × 1

性能
- 最大速度: 630 km/h （391 kt）
- 航続距離: 835 km （519mi, 451海里）
- 実用上昇限度: 11000 m （36080 ft）
- 上昇率: 16.1 m/s, 966 m/min （52.8 ft/s, 3169 ft/min）
- 翼面荷重: 225 kg/m2 （46 lb/ft2）
- 馬力荷重（プロペラ）: 0.426 kW/kg （0.571 hp/kg, 0.260 hp/lb）

武装
- 固定武装: 20mm ShVAK 機関砲 × 3
- 爆弾: 250kg 爆弾 × 2 または 100kg 爆弾 × 4 または RS-82 ロケット弾 ×8